# Amphilophus zaliosus
Amphilophus zaliosus е вид лъчеперка от семейство Цихлиди (Cichlidae). Видът е критично застрашен от изчезване.

## Разпространение
Разпространен е в Никарагуа.

## Описание
На дължина достигат до 20 cm.
Популацията на вида е намаляваща.